# ناحیه صبره
ناحیه صبره (به عربی: دائرة صبرة) یک ناحیه در الجزایر است که در استان تلمسان واقع شده‌است.